# Картинки з виставки

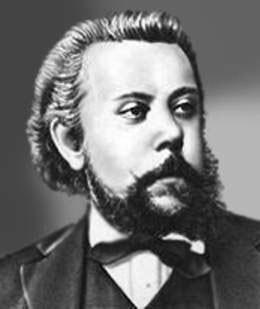
М. П. Мусоргський
(1839-1881)

«Картинки з виставки» (рос. «Картинки с выставки») — фортепіанна сюїта Модеста Мусоргського, що складається з 10 п'єс та інтермедій, створена 1874 року пам'яті друга Мусоргського — художника й архітектора Віктора Гартмана. Сюїту неодноразово аранжували різні композитори для оркестру й обробляли у найрізноманітніших музичних стилях. Твір присвячено музикознавцю В. Стасову, в домі якого Мусоргський познайомився з Гартманом особисто.

## Історія створення

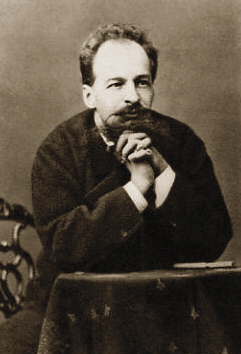
В. А. Гартман

Безпосереднім поштовхом до створення цього циклу вважається виставка російського архітектора і художника Віктора Олександровича Гартмана (1834—1873), що відбувалася невдовзі після його смерті, у 1874 році. 
Гартман увійшов в історію мистецтва як один з основоположників «російського стилю» в архітектурі. Пошуки цього стилю зближували архітектора з композиторами «могутньої купки», зокрема з Мусоргським. 1870 року Мусоргський та Гартман потоваришували особисто — їх знайомство відбулося у домі Стасова, музичного публіциста й ідеолога «могутньої купки».
Смерть Гартмана 1873 року глибоко вразила композитора, зокрема у листі Стасову він писав

| Нас, дурнів, звичайно розраджують у таких випадках мудрі: «його» не існує, але те, що він встиг зробити, існує й буде існувати; мовляв, чи багато людей мають таку щасливу долю — не бути забутими. Знову биток (з хріном для сльози) з людського самолюб'ячка. Так чорт із твоєю мудрістю! Якщо «він» не даремне жив, а творив, то яким же негідником треба бути, щоб з насолодою «втіхи» примирятися з тим, що «він» припинив творити. Немає й не може бути спокою, немає й не повинно бути втішань — це кволо.Оригінальний текст (рос.) [Нас, дураков, обыкновенно утешают в таких случаях мудрые: «его» не существует, но то, что он успел сделать, существует и будет существовать; а мол, многие ли люди имеют такую счастливую долю — не быть забытыми. Опять биток (с хреном для слезы) из человеческого самолюбьица. Да черт с твоею мудростью! Если «он» не попусту жил, а создавал, так каким же негодяем надо быть, чтобы с наслаждением «утешения» примиряться с тем, что «он» перестал создавать. Нет и не может быть покоя, нет и не должно быть утешений — это дрябло.] Помилка: [undefined] Помилка: {{Lang}}: немає тексту (допомога): текст вже має курсивний шрифт (допомога) |
| |

У лютому-березні 1874 року Імператорська академія мистецтв з ініціативи Стасова та сприяння Петербурзького товариства архітекторів провела посмертну виставку близько 400 робіт Гартмана, створених протягом 15 років, — малюнків, акварелей, архітектурних проєктів, ескізів театральних декорацій і костюмів, ескізів художніх виробів. На виставці було багато замальовок, привезених із закордонних подорожей; Стасов у передмові до другого видання "Картинок" в 1887 згадував роботи Гартмана:

| …жваві, витончені начерки живописця-жанриста, безліч сцен, типів, фігур із повсякденного життя, вихоплених зі сфери того, що неслося й кружлялося навколо нього - на вулицях й у церквах, в паризьких катакомбах і польських монастирях, у римських провулках і лімозьких селах, типи карнавальні à la Gavarni, робітники в блузі й патери верхи на ослу з парасолькою під пахвою, французькі баби, що моляться, усміхнені з-під ярмулки євреї, паризькі ганчірники, милі віслюки, що труться об дерево, пейзажі з мальовничою руїною, чудесні далечіні з панорамою міста…Оригінальний текст (рос.) бойкие, изящные наброски живописца-жанриста, множество сцен, типов, фигур из вседневной жизни, схваченных из сферы того, что неслось и кружилось вокруго него — на улицах и в церквах, в парижских катакомбах и польских монастырях, в римских переулках и лиможских деревнях, типы карнавальные à la Gavarni, рабочие в блузе и патеры верхом на осле с зонтиком под мышкой, французские молящиеся старухи, улыбающиеся из-под ермолки евреи, парижские тряпичники, милые ослики, трущиеся о дерево, пейзажи с живописной руиной, чудесные дали с панорамой города… |
| |

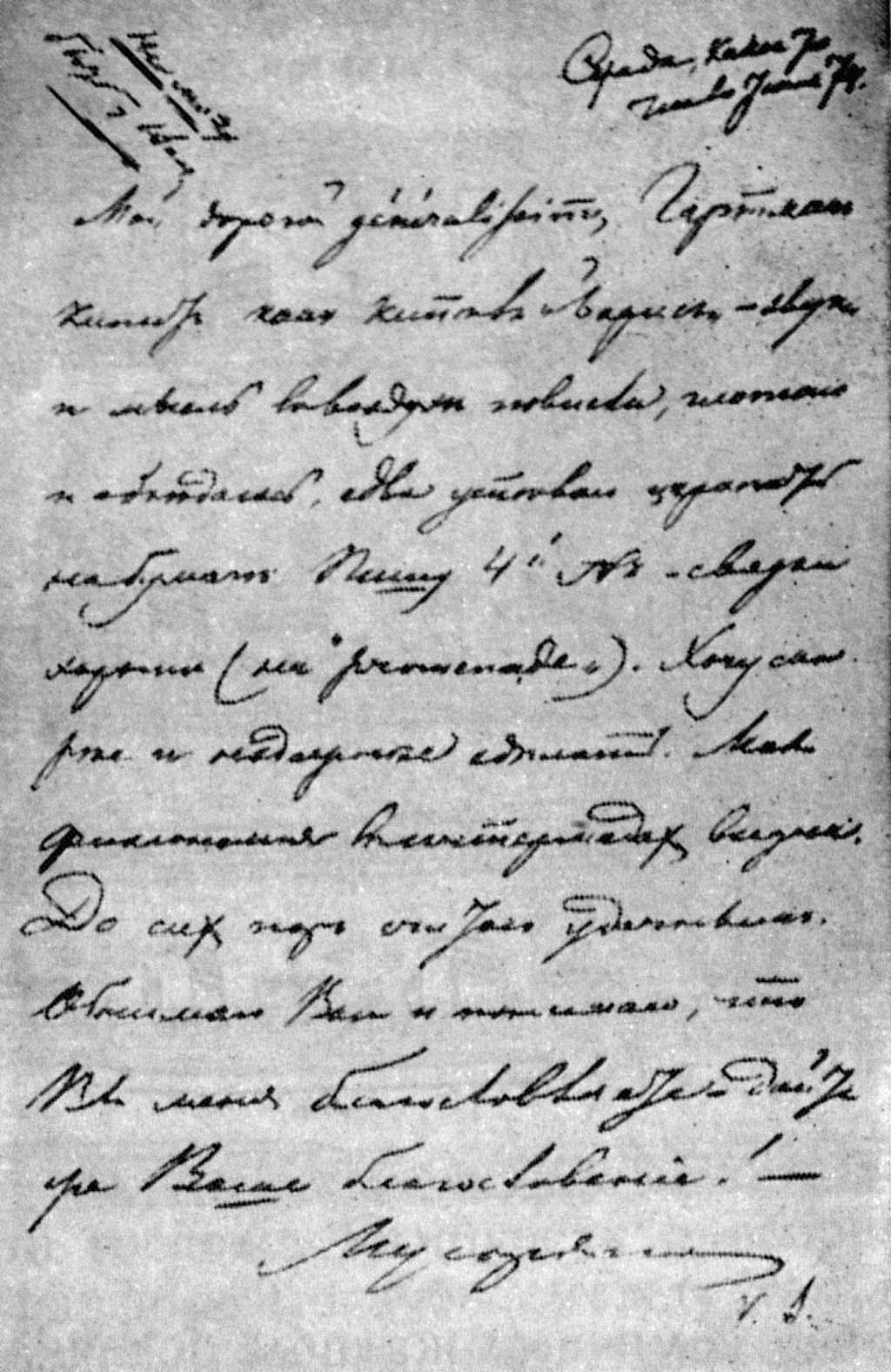
Лист М. Мусоргського В. Стасову. Червень 1874 г. Автограф

Мусоргський відвідав виставку робіт Гартмана і задумав написати фортепіанну сюїту за її мотивами. Початково Мусоргський планував назвати сюїту «Гартман». Він писав Стасову: 

| «Гартман кипить, як кипів „Борис“, — звуки й думка в повітрі зависли, ковтаю й об'їдаюся, тільки-но встигаю дряпати на папері … Хочу скоріше й надійніше зробити … До сих пір вважаю вдалим». Оригінальний текст (рос.) Гартман кипит, как кипел „Борис“, — звуки и мысль в воздухе повисли, глотаю и объедаюсь, едва успеваю царапать на бумаге … Хочу скорее и надёжнее сделать … До сих пор считаю удачным |
| |

Окремі картинки Мусоргський імпровізував вже навесні 1874 року, проте найінтенсивніше композитор працював у період з 2 по 22 червня 1874 року.
За основу «виставки» Мусоргський взяв «закордонні» малюнки Гартмана, а також два його ескізи на російську тематику. Виставлені роботи продавалися, тому на сьогодні місцезнаходження більшості з них невідомо. Із згаданих у циклі малюнків нині можна відновити шість.

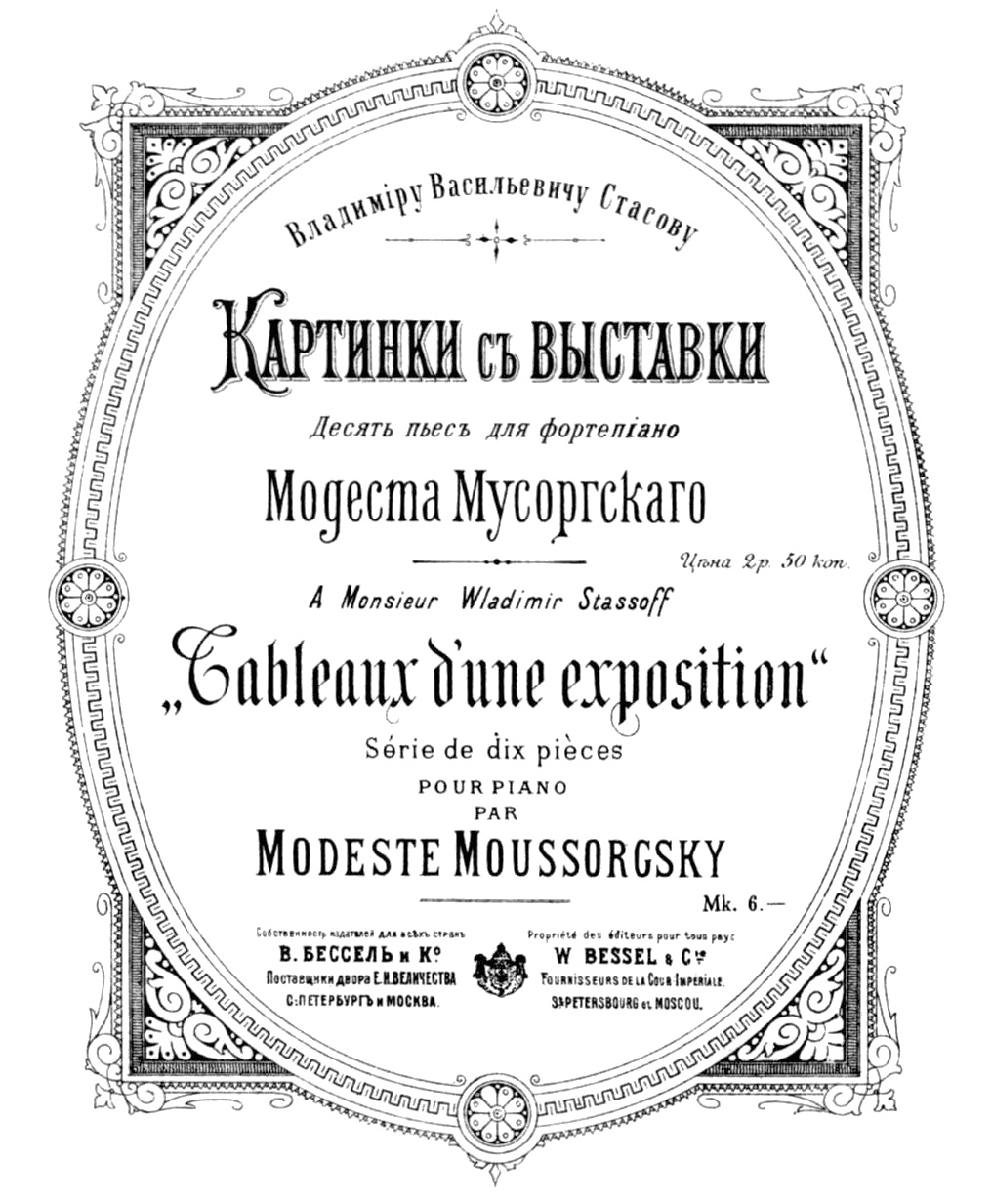
Обкладинка першого видання «Картинок з виставки» (1886) під редакцією Н. А. Римського-Корсакова

## Публікації та виконання сюїти
Мусоргський поставив на рукописі слова рос. «к печати» («до друку»), однак за його життя «Картинки» так і не були а ні виконані, а ні опубліковані, хоча й схвально були оцінені композиторами «Могутньої купки». Опубліковані вони були лише через п'ять років після смерті композитора, у 1886 році, за редакцією Н. А. Римського-Корсакова. Проте Римський-Корсаков вважав, що ноти Мусоргського містять численні помилки і неточності, і вніс ряд змін відповідно до своїх уявлень.. Через рік цикл було видано вдруге з передмовою Стасова, проте твір одразу не отримав широкої популярності серед піаністів, які шукали в ньому концертності і віртуозності.
30 листопада 1891 року «Картинки з виставки» вперше прозвучали в оркестровій версії, написаній М. М. Тушмаловим за участю Римского-Корсакова, і в такому вигляді неодноразово виконувалися в Петербурзі та Павловську, причому фінал виконували також і як окрему п'єсу.. В 1900 з'явилося перекладення для фортепіано в чотири руки, у лютому 1903 сюїту вперше виконав у Москві Г. М. Беклемішев, в 1905 «Картинки» прозвучали в Парижі на лекції М. Кальвокорессі про Мусоргського.
Всесвітнє визнання цикл отримав після того як Моріс Равель за редакцією Римського-Корсакова створив 1922 року своє власне оркестрування, яке 1930 року вийшло у грамзапису. І лише 1931 року, через 50 років після смерті автора, «Картинки з виставки» були випущені відповідно до авторського рукопису в академічному виданні «Музгіз», та увійшли до репертуару піаністів.  1975 вийшло факсимільне видання рукопису Мусоргського.
З тих пір співіснують дві традиції фортепіанного виконання «Картинок». Серед прихильників оригінальної авторської версії — Святослав Ріхтер і Володимир Ашкеназі. Інші, зокрема Володимир Горовиць орієнтувались на оркестрову версію «Картинок», зокрема, пропускаючи «Прогулянку».

## Характеристика п'єс
Фортепіанна сюїта «Картинки з виставки» являє собою оригінальний взірець програмної музики, що в оригінальний спосіб сполучає картинки з реального життя з казковою фантастикою і образами минулого. П'єси-«картини» зв'язуються між собою темою-інтермедією «Прогулянка» (рос. Прогулка), що немов зображує прохід галереєю. Такі тематика й побудова сюїти є унікальними в класичній музичній літературі.
Оперне мислення, властиве творчості Мусоргського загалом, проникло і до «картинок з виставки», вони сприймаються як музичний «театр одного актора». Автор застосовує напрацьовані ним прийоми інтонаційної драматургії, динамізує образний розвиток музики сміливими протиставленнями, раптовими контрастами, несподіваними тематичними перетвореннями.. Мусоргський ставить за мету створення психологічного портрета, проникнення «вглиб» своїх персонажів, що принципово відрізняє його роботу від простих замальовок Гартмана. Автор давав назви п'єсам на тій або іншій мові залежно від тематики; надалі в тексті приводиться оригінальна та українська назви.

### Promenade

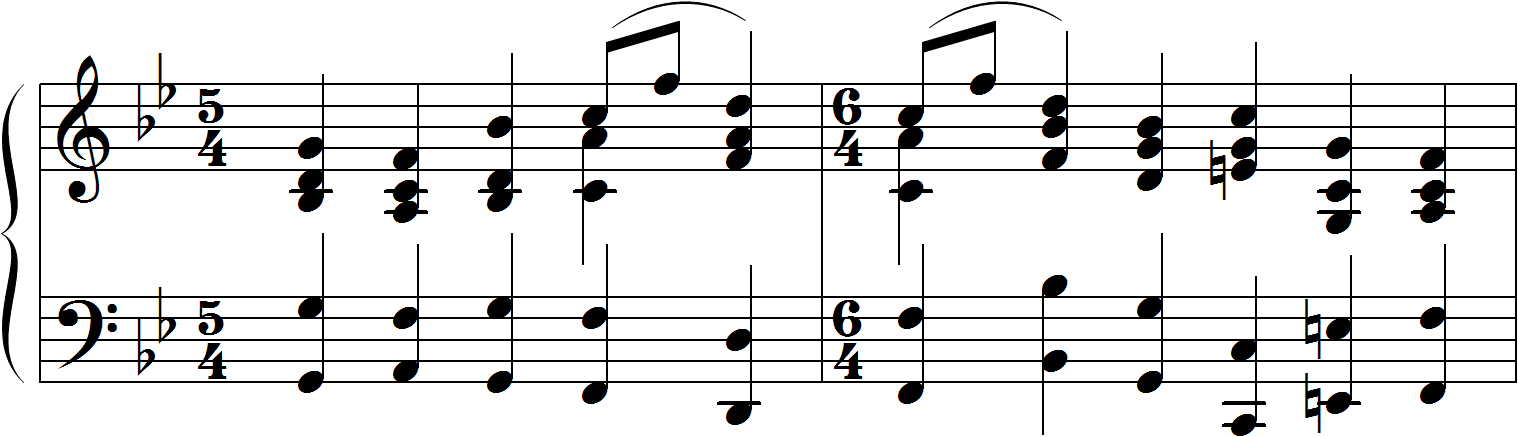
3-й і 4-й такти «Прогулянки» — вступ «хору»

(фр.) Прогулянка
Тональність — сі-бемоль мажор. Тема з цієї п'єси повторюється протягом сюїти кілька разів. Вона нагадує російські народні розспіви: мелодія починається одним голосом («заспівувачем») і підхоплюється «хором». У самій мелодії використаний характерний для народних пісень п'яти-ступеневий лад без півтонів — пентатоніка, звучить вона в діапазоні невисокого жіночого голосу, начебто імітуючи народну манеру співу. (Подібну ж будову мають мелодії, наприклад, у п'єсах Чайковського «Липень» і «Листопад» із циклу «Пори року».) П'єса має змінний розмір — 5/4 і 6/4 через такт, вільний ритм розспіву «не вписується» в схему ритмічних малюнків західної музики — але й змінний розмір досить приблизно відбиває чергування сильних і слабких долей: початки мелодичних фраз припадають щораз на різні долі такту.
У цій темі Мусоргський одночасно зобразив і самого себе, що переходить від картини до картини: «Моя фізіономія в інтермедіях видна», — писав він Стасову. Мелодична лінія в більшості інтермедій грається ваговито, у чому іноді вбачають імітацію ходи автора.
Тема «Прогулянки» у безіменних інтермедіях варіюється, показуючи зміну настрою автора; тональність також міняються, підготовляючи за допомогою модуляції слухача до наступної п'єси. Спочатку інтермедії звучать у кожному проміжку, потім усе рідше й рідше, начебто глядач більше поринає в картини й менше звертає увагу на переходи.
Цікаво, що сам Мусоргський у листах до друзів називав п'єси «Картинок» словом intermezzo, вважаючи, очевидно, «Прогулянку» головною темою й трактуючи всю форму як рондо. Через таку будову «Картинки» іноді вважають рондо-сюїтою.

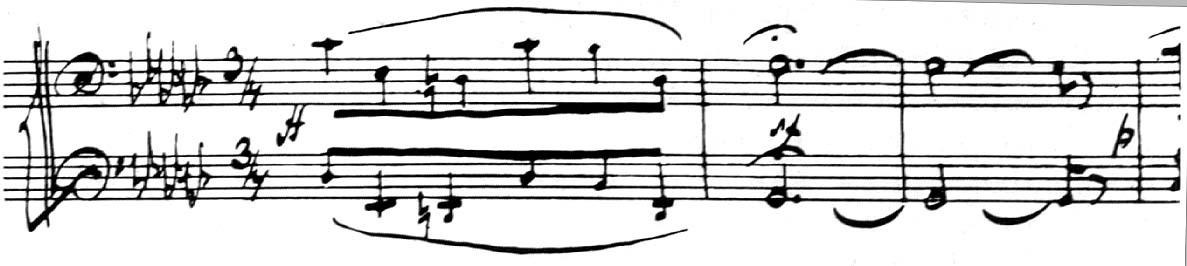
Перші такти «Гнома». Автограф

### № 1. Gnomus
Гном (лат.)
Тональність — мі-бемоль мінор. На незбереженому ескізі Гартмана була намальована ялинкова іграшка, що зображує щипці для коління горіхів («лускунчик») у вигляді карлика на кривих ніжках. Первісно нерухома фігурка гнома у Мусоргського оживає. Динамічна п'єса передає зламаними ритмом і поворотами мелодії кривляння скрадливого гнома, слухач «спостерігає», як він перебігає з місця на місце й завмирає. Обрана тональність мі-бемоль мінор — досить похмура, але нестійка гармонія й короткі форшлаги у закінченнях фраз надають музиці «іграшковий» відтінок, відсуваючи трагічне в сферу казковості.
У середній частині, гном, за одним із трактувань, начебто зупиняється й починає міркувати (напружене «розгойдування» басів) або просто намагається відпочити, час від часу начебто лякаючись, запідозривши небезпеку (повторення ламаних фраз із першої частини). Кожна спроба спокійної зупинки завершується тривожним пасажем. Нарешті — гном так і не знайшов спокою — середня частина переходить у голосну (фортіссімо) кульмінацію — низхідну хроматичну лінію, що звучить трагічно і передає страждання й розпач.
Потім повертається (у деякому віддаленні) тема першої частини, і наприкінці вона завершується швидким пасажем, що забирає із собою враження від гнома.
(Promenade), ля-бемоль мажор — інтермедія звучить, уже в інших регістрах і з новою гармонією, тихо й задумливо, створюючи перехід до наступної картини.

### № 2. Il vecchio castello
Старий замок (іт.)
Тональність — соль-дієз мінор. П'єса заснована на акварелі Гартмана, намальованої в той період, коли він вивчав архітектуру в Італії. За спогадами Стасова, малюнок зображував стародавній замок, на тлі якого був намальований трубадур з лютнею (можливо, щоб показати розміри замку). В каталозі виставки такий твір не значився. У Мусоргського звучить гарна протяжлива меланхолійна мелодія (позначка «дуже співучо, скорботно»), передаючи тугу й тихий сум. Мелодична лінія побудовою фраз нагадує живий спів, остинатний бас передає одноманітний акомпанемент на лютні, волинці або іншому стародавньому інструменті. В оркестровці Равеля мелодію грає альт-саксофон, з'являючись тут єдиний раз протягом усієї сюїти.
Середня частина, переходячи в мажор, створює просвітлення, що потім знову змінюється смутком, потім перша тема повертається, поступово затихаючи, начебто поринаючи в сон. Раптовий голосний фінал завершує п'єсу коротким «прощай».
(Promenade), сі мажор (тональність, паралельна попередньій), дуже короткий (8 тактів) перехід до наступної картини.

### № 3. Tuileries. Dispute d'enfants après jeux
Тюїльрійський сад. Сварка дітей після гри (фр.)
Тональність — сі мажор. Стасов згадував, що на малюнку була зображена алея саду паризького палацу Тюїльрі «з безліччю дітей і няньок». Ця коротка п'єса зовсім відрізняється за характером від попередньої. Звучить сонячна мелодія у високому регістрі, мажорний лад ще більше «прояснений» підвищеним 4-ю ступенем, ритм нагадує дитячі лічилки й дражнилки. «Верхній» першій темі протиставляється спокійніша тема в середньому регістрі й з розмовним ритмом, що передає інтонацію няньок, що намагаються заспокоїти дітей. Потім у неї знову вплітається перша тема, начебто діти не слухаються й продовжують сперечатися.
Оскільки сам Мусоргський за кордоном не був, дослідники думають, що характери своєї п'єси він міг підглянути, наприклад, у петербурзькому Літньому саду.

### № 4. Bydło
Бидло (пол.)
Тональність — соль-дієз мінор. У листі Стасову Мусоргський назвав цю п'єсу «Sandomirzsko bydło» («Сандомирське бидло»). Згідно з приміткою Стасова, п'єса зображує польський віз на величезних колесах, запряжену волами. Важкий крок передається монотонним ритмом у розмірі 2/4 і досить грубими підкресленими ударами клавіш нижнього регістра. На тлі руху візка звучить невеселий селянський наспів, що нагадує польські, українські або російські народні мелодії в мінорі, — портрет візника. У цілому п'єса створює досить похмуру картину: і воли, і візник, покірні долі, приречені займатися своєю роботою до кінця своїх днів, безрадісний бік життя простого мужика показано тут з усією ясністю.
В оригінальному рукописі Мусоргського п'єса починається з фортіссімо — за висловом автора, «прямо в лоб» (різкий контраст після «Тюїльрі»), — а Римський-Корсаков і слідом за ним Равель починають її тихо, створюючи ефект візка, що наближається, і лише на кульмінації досягають максимальної гучності. В обох варіантах музика до кінця затихає, зображуючи віз, що віддаляється. В обробці В. Горовиця акорди, що зображують рух воза, граються у вигляді арпеджіо, що створює враження ледве шкутильгаючих волів і скриплячих коліс.
(Promenade), ре мінор. Тема інтермедії вперше звучить у мінорі, передаючи спохмурнівший настрій автора. Смуток переривається наступною п'єсою, перші звуки якої вплітаються прямо в кінець інтермедії, створюючи враження, начебто глядач побачив спочатку картинку краєм ока й, занурений у свої думки, не відразу на неї зреагував.

### № 5. Балет невылупившихся птенцов

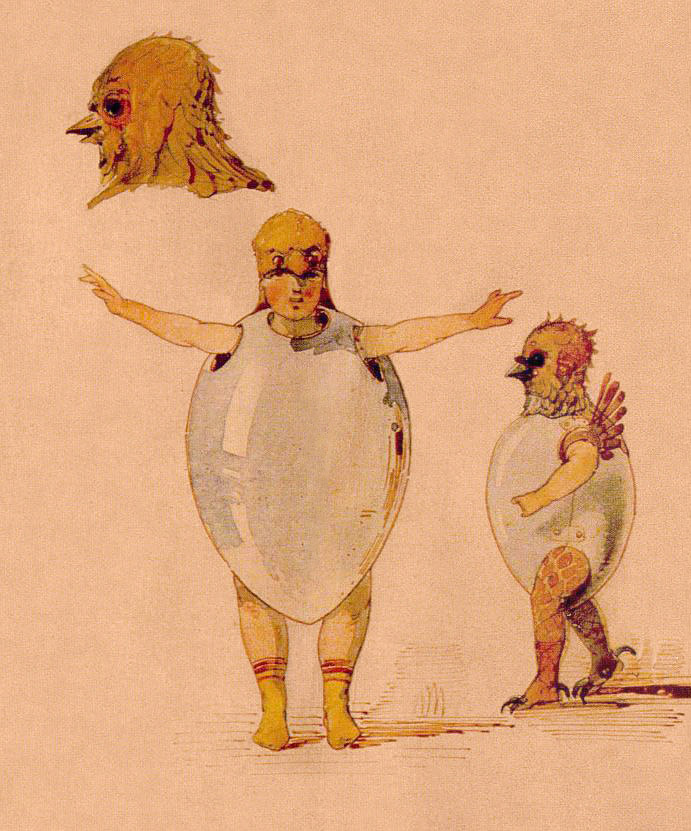
В. Гартман. Ескіз костюмів до балету «Трільбі»

Кадр з мультфільму «Картинки з виставки», к/с «Союзмультфільм», 1984 р.

Балет невилуплених пташенят (рос.)
Тональність — фа мажор. Прототипом п'єси послужили ескізи Гартмана до костюмів для балету Юлія Гербера «Трільбі» в постановці Петіпа в Большому театрі в 1871 році. В «Трільбі» був епізод, у якому виступала, як писала Стасов, «група маленьких вихованців і вихованок театрального училища, убраних канарками, що жваво бігали по сцені. Інші були вставлені в яйця, немов у панцири». Усього Гартман створив для балету 17 ескізів костюмів, з яких 4 збереглися до наших днів.
П'єса різко контрастує за настроєм з попереднім «Бидлом»: це легке й веселе скерцино, комічний і трохи безладний танець пташенят, побудований за класичними правилами тричастинної форми. В першій частині мелодична лінія дотепно сполучається із пташиним щебетом та зображенням легких і незграбних підскакувань і змахів. Після яскравої кульмінації перша частина повторюється спочатку, а потім (після повтору кульмінації) наступає стриманіша за ритмом друга частина (тріо). У цій частині плавний і більш суворо впорядкований танець супроводжується переливчастими трелями у верхньому регістрі. Потім відбувається точний повтор першої частини (з поміткою «Da capo…»), досить рідкий для Мусоргського, але типовий для такої форми. Сполучення несерйозної теми зі строгою відповідністю класичним канонам форми створює додатковий комічний ефект.

### №6. «Samuel» Goldenberg und «Schmuÿle»
«Самуель» Гольденберг і «Шмуйле» (нім.)
Тональність — сі-бемоль мінор. Гартман подарував Мусоргському два своїх малюнки — «Єврей у хутряній шапці» і «Бідний єврей. Сандомир», зроблених в 1868 році в Сандомирі (Польща). Стасов згадував: «Мусоргський сильно захоплювався виразністю цих картинок». Ці малюнки й послужили прототипами персонажів п'єси.

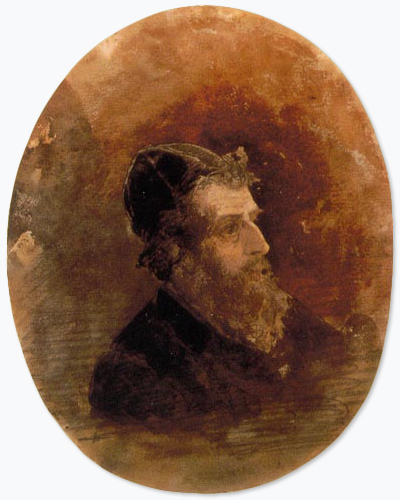
Єврей у хутряній шапці (1868)

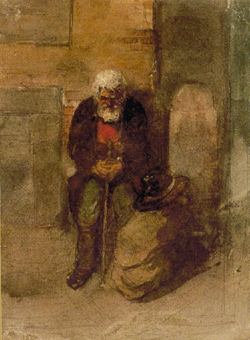
Бідний єврей. Сандомир (1868)

У назві, що імітує їдиш, обидва персонажі носять однакове ім'я, в одному випадку солідно звучне європеїзоване Самуель, з додаванням «золотого» прізвища, в іншому — зменшене і «містечкове». Іронічні лапки навколо варіанта «Самуель», що натякають на подачу себе багатим євреєм як європейця, можна було витлумачити як прояв антисемітизму, і Стасов при публікації змінив назву п'єси на «Два польських євреї, багатий і бідний». У російських виданнях поширеніша назва «Два євреї, багатий і бідний».
Малюнки Гартмана, будучи лише замальовками, не претендували на ту виразність, якої домігся Мусоргський у своїй п'єсі. Композитор не тільки об'єднав два портрети в один, але й змусив цих персонажів говорити між собою, розкриваючи свої характери. Мова першого з них звучить упевнено й вагомо, з наказовими й повчальними інтонаціями, і побудована на ваговитому програванні мелодії двома руками в октаву. Ритмічний малюнок нагадує мову, мелодії притаманне «єврейське» звучання завдяки характерному звукоряду із двома збільшеними секундами, через що тема одночасно нагадує і єврейську молитву. Мова другого, бідного єврея, звучить контрастно першому, на деренчливих верхніх нотах з форшлагами, його голос передають жалібні й прохальні інтонації. Потім обидві теми звучать в одночасній «розмові», зі збереженням контрасту між ними, одночасно у двох різних тональностях (ре-бемоль мінорі й сі-бемоль мінорі). П'єса закінчується декількома голосними нотами в октаву — очевидно, останнє слово сказав багатий.

Ще задовго до написання «Картинок» Мусоргський критикував оперу А. М. Сєрова «Юдиф» за неточність у зображенні національних характерів: 

| «У ній багато промахів, які я назву музичними анахронізмами. Наприклад: євреї (я часто чув ці штучки) валяють без церемонії католицькі органні секунди… Настав час перестати обертати євреїв у християнство й католицизувати їх». У своїй же п'єсі Мусоргський підійшов до цього завдання стилістично пунктуально.Оригінальний текст (рос.) В ней много промахов, которые я назову музыкальными анахронизмами. Например: евреи (я часто слышал эти штучки) валяют без церемонии католические органные секунды… Пора перестать обращать евреев в христианство и католицизировать их |
| |

Promenade, сі-бемоль мажор. В оркестровці Равеля пропущена. Ця інтермедія практично повністю, тільки в іншій тональності, повторює першу «Прогулянку» і завершує собою першу половину сюїти.

### № 7. Limoges. Le marché. (La grande nouvelle)
Лімож. Ринок. (Велика новина) (фр.)
Тональність — мі-бемоль мажор. У рукописі Мусоргський спочатку зробив французькою забавні позначки про те, які плітки можна було почути на ринку (потім він їх викреслив):

| Велика новина: Пан Пімпан де Панта-Панталеон тільки що знайшов свою корову Втікачку. — Так, пані, це було вчора. — Ні, пані, це було позавчора. Ну так, пані, корова бродила по сусідству. Ну ні, пані, корова зовсім не бродила, і т. д. Велика новина: Пан де П'юсанжу тільки що знайшов свою корову Втікачку. Але ліможські кумоньки не цілком згодні із приводу цього випадку, тому що пані де Рамбурсак придбала собі прекрасні порцелянові зуби, тим часом як у на де Панта-Панталеона ніс, що заважає йому, увесь час залишається червоним, як півонія.Оригінальний текст (фр.) «La grande nouvelle: Mr Pimpant de Panta-Pantaléon vient de retrouver sa vache "La Fugitive". "Oui, Maàme, c'était hier". -- "Non, Maàme, c'était avant-hier". "Eh bien, oui, Madame, la bête rôdait dans le voisinage". "Eh bien, non, Maàme, la bête ne rôdait pas du tout". -- etc...». «La grande nouvelle: Mr de Puissangeout vient de retrouver sa vache "La Fugitive". Mais les bonnes dames de Limoges ne sont pas tout à fait d'accord sur ce sujet, parce que Mme Remboursac s'est appropriée une belle denture en porcelaine, tandis que Mr de Panta-Pantaléon garde toujours son nez gênant -- couleur pivouane» |
| |

Малюнок Гартмана, якщо він був, не зберігся. Відомо, що Гартман жив у Ліможі й вивчав архітектуру місцевого собору, але в каталозі виставки картина зі схожим сюжетом не значиться.
Гучна суєта цієї п'єси різко змінюється звуками наступної.

### № 8. Catacombae. Sepulcrum romanum.

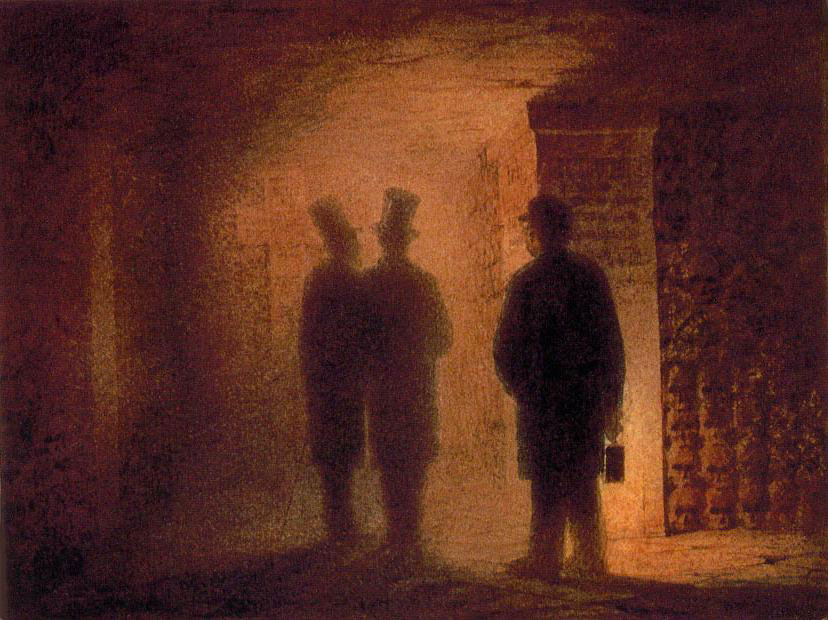
В. Гартман. Паризькі катакомби

Катакомби. Римська гробниця (лат.)
Тональність — сі мінор. На картині Гартман зобразив себе, В. О. Кенеля і провідника з ліхтарем у руці в римських катакомбах у Парижу. У правій частині картини видні слабко освітлені черепи.
Похмуре підземелля із гробницею зображено в музиці безжиттєвими унісонами у дві октави (використовується звучання «примарних» обертонів), то різкими, то тихими («луна»). Серед цих акордів, як тіні минулого, випливає повільна мелодія. «Катакомби» повисають на нестійкому акорді, переходячи до наступної сцени.
Cum mortuis in lingua mortua (лат. З мертвими — мертвою мовою). У деяких виданнях назва дана з помилкою: «Con mortuis…»; у рукописі Мусоргського латинського заголовка немає взагалі. Із «Катакомб», на фоні тихого тремоло в верхньому регістрі, з'являється мінорна варіація «Прогулянки», в якій автор розмовляє з духом Гартмана: «Добре б латинський текст: творчий дух померлого Гартмана веде мене, волає до черепів, черепи тихо засвітилися».
У листі Римському-Корсакову Стасов писав:

| У цій же другій частині ["Картинок з виставки"] є кілька рядків незвичайно поетичних. Це музика на картинку Гартмана "Катакомби паризькі", усі складаються з черепів. У Мусорянина спочатку зображене похмуре підземелля (довгими тягненими акордами, часто оркестровими, з великими ферматами). Потім на тремоландо іде в мінорі тема першої променади - це засвітилися вогники в черепах, і отут раптом лунає чарівний, поетичний заклик Гартмана до Мусоргського…Оригінальний текст (рос.) В этой же второй части [«Картинок с выставки»] есть несколько строк необыкновенно поэтических. Это музыка на картинку Гартмана «Катакомбы парижские», все состоящие из черепов. У Мусорянина сначала изображено мрачное подземелье (длинными тянутыми аккордами, часто оркестровыми, с большими ферматами). Потом на тремоландо идёт в миноре тема первой променады — это засветились огоньки в черепах, и тут-то вдруг раздаётся волшебный, поэтический призыв Гартмана к Мусоргскому… |
| |

Діалог, почавшись у сумному мінорі, поступово переходить у мажорну тональність, виводячи слухача з безвихідності й позначаючи примирення з незворотнім.
Немов повертаючись додому разом з Гартманом, автор завершує цикл двома п'єсами на руські теми.

### № 9. Избушка на курьих ножках (Баба-Яга)
Хатка на курячих лапках (Баба-Яга) (рос.)

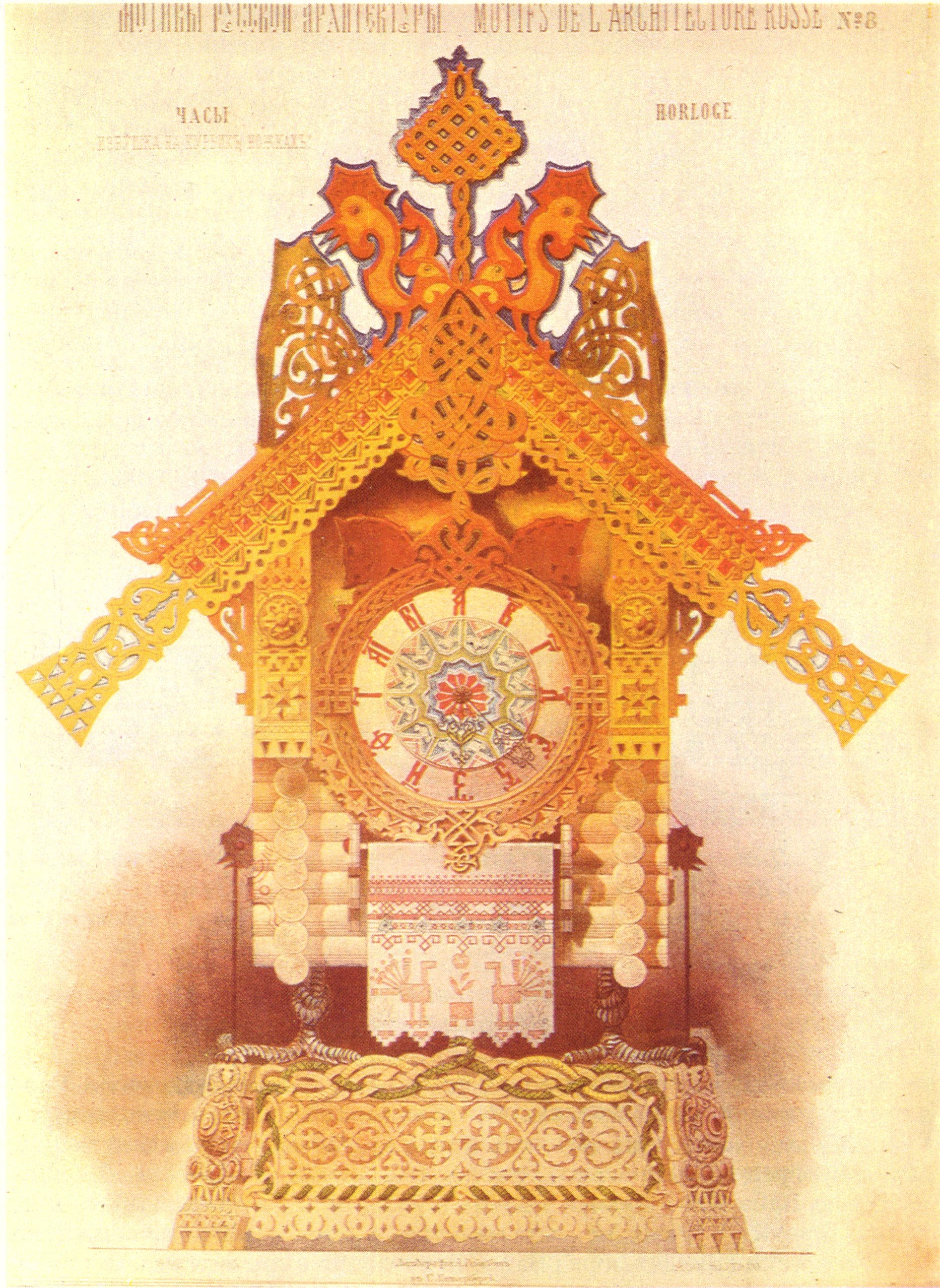
В. Гартман. Дизайн годинника

У Гартмана був ескіз витончених бронзових годин у вигляді хатки на курячих ніжках. Однак фантазія Мусоргського зобразила зовсім інше — потужний динамічний образ Баби-Яги, картину «нечистої сили», сповнену «бісівськими» дисонансами (уже в першому такті — різкий стрибок на велику септиму). Спочатку звучить кілька рідких акордів-поштовхів, потім вони частішають, імітуючи «розбіг», з якого починається «політ у ступі». Звукові «ляпки» зображують недбалість й «бруд» в образі Довбні-Яги. Нерівномірно розставлені акценти імітують кульгаву ходу «кістяної ноги». На тлі цих звуків «злітає» гра повними акордами проста й люта мелодія, що немов змітає все на своєму шляху. Потім після переходу наступає зовсім інша середня частина п'єси, тихих і тривожних, повна нестійких звуків. Потім — третя частина — різко уривається повтор першої теми, і завершується п'єса фортепіанною каденцією із швидких поперемінних звуків через октаву у висхідному напрямку, які зрештою без перерви «врізаються» у перший акорд фінальної п'єси — «Богатирських воріт».

### №10. Богатырские ворота (В стольном городе во Киеве)
Богатирські ворота (У стольному граді у Києві) (рос.)

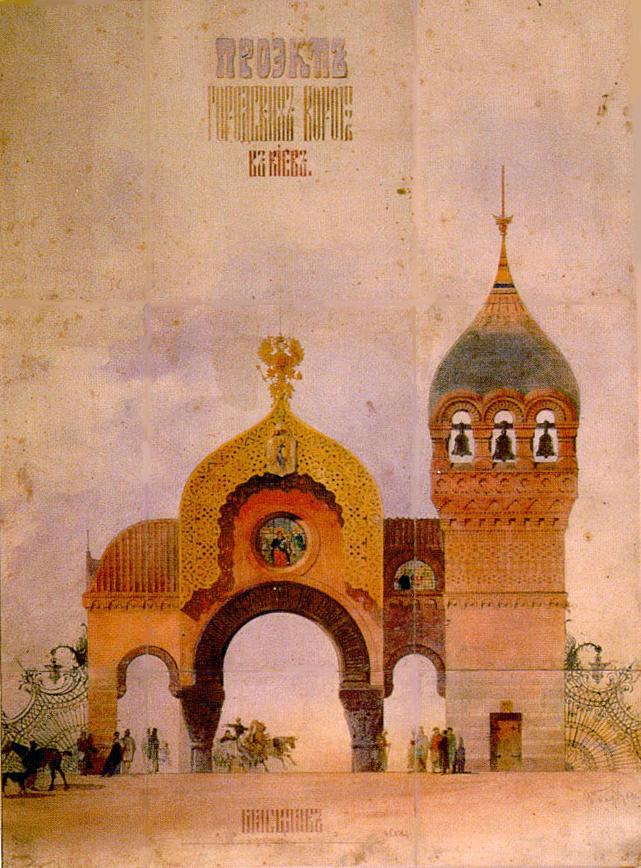
В. Гартман. Ескіз до проєкту воріт у Києві

Тональність — мі-бемоль мажор. Ця частина сюїти заснована на ескізі Гартмана до його архітектурного проєкту київських міських воріт. 16 квітня 1866 року на Олександра II був зроблений невдалий замах, що надалі офіційно називався як «подія 4 квітня». На честь порятунку імператора був організований конкурс проєктів воріт у Києві. Проєкт Гартмана, поданий на конкурс, був зроблений у давньоруському стилі — глава із дзвіницею у вигляді богатирського шолома, прикраса над воротами у формі кокошника. Ворота створювали образ Києва як давньоруської столиці. Однак проєкт Гартмана так і не був реалізований.
П'єса, створена уявою Мусоргського, малює розгорнуту картину народного торжества й сприймається як потужний оперний фінал. Вказівка «maestoso», повільний ритм із великими тривалостями надають п'єсі велич й урочистість. Спочатку звучить широка руська пісенна мелодія, потім вона контрастно переміняється тихою й відстороненою другою темою, що нагадує церковний спів. Далі перша тема вступає з новою силою, з додаванням ще одного голосу — низхідні й висхідні вісімки в октаву — і знову переходить, уже голосно, у другу «хоральну» тему. Незабаром вона стихає, і — наступає друга частина п'єси — починає лунати відтворений засобами фортепіано дзвін, спочатку тихіше й в мінорі, потім наростаючи й переходячи в мажор. До повільного великого дзвона приєднуються на тріолях менші дзвони, потім — на ще дрібніших вісімках й у самому верхньому регістрі — маленькі дзвіночки, і в розпал передзвону в їхню мелодію вплітається тема «Прогулянки» — тема автора, з якої починався цикл — виявляючи свою єдність із основною темою цієї п'єси. Потім, у третій частині, звучить розгорнута варіація на тему першої частини, і сюїта завершується грандіозною кодою.
Деякі дослідники відзначають архітектурно-симетричну побудову сюжетів п'єс: «по краях» розташовані головні теми («Прогулянка» й «Богатирські ворота»), за ними ближче до центра йдуть казкові образи («Гном» і «Баба-Яга»), далі — «французькі» сюжети, за ними — побутові замальовки з Польщі («Бидло» і «Два євреї»), а в центрі виявляється жарт — «Балет невилуплених пташенят».

## Аранжування

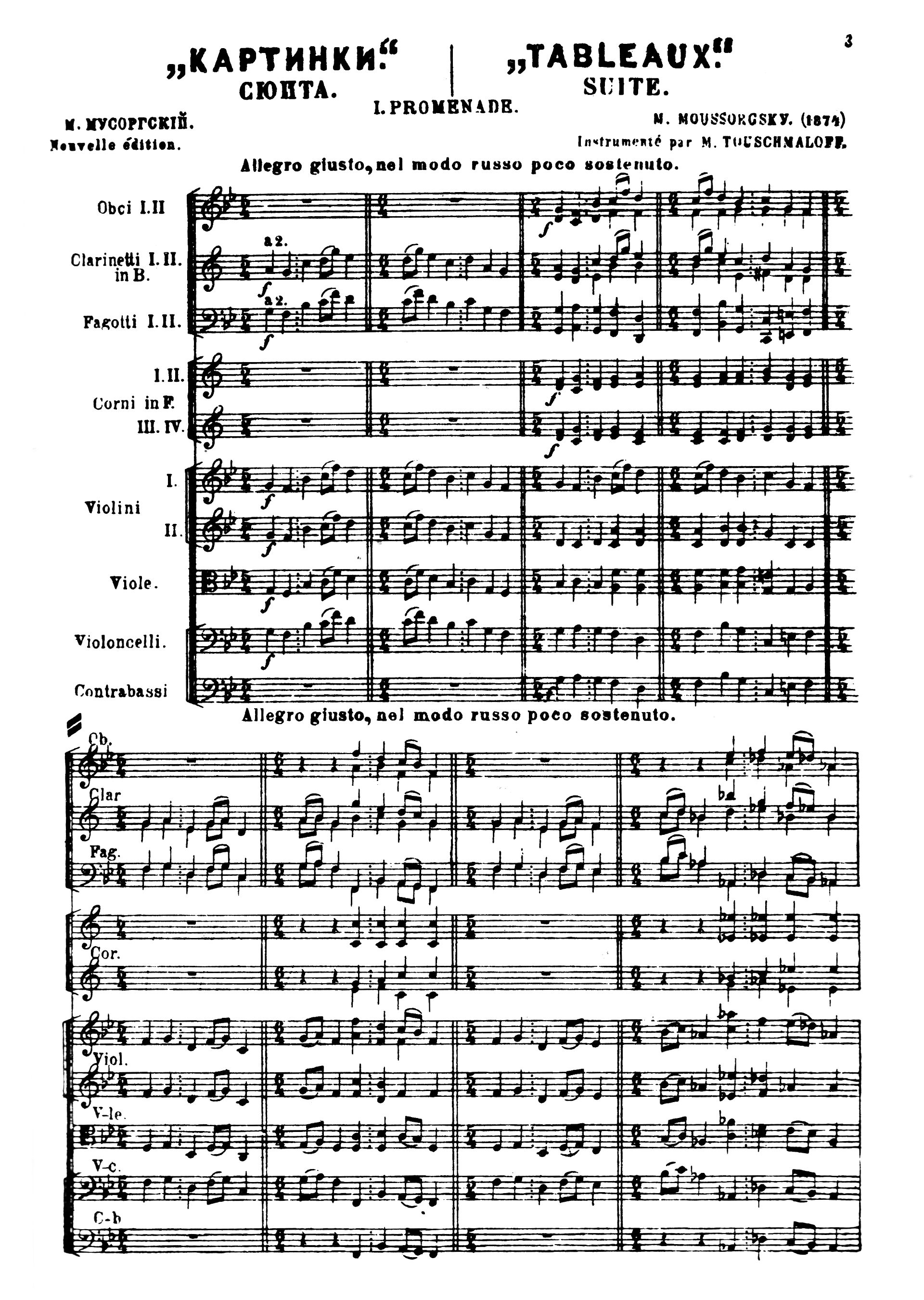
Перші такти «Картинок з виставки» в оркестровці Тушманова

Картинки з виставки були неодноразово аранжовані для симфонічного оркестру, а також різних камерно-інструментальних складів багатьма музикантами. Проте не всі музиканти інструментовували весь цикл — частина аранжувань охоплює лише окремі номери.
Першу оркестровку виконав учень Римського-Корсакова Михайло Тушманов у 1891 році — саме в його версії "Картинки з виставки" вперше були представлені публіці. Проте його оркестровка включає лише 7 номерів із 10 (окрім "Гнома", "Тюїльрі" і "Бидло"). Наступна оркестровка була виконана британським диригентом Генрі Вудом у 1915 році, проте не включала інтермедії між номерами. 1920 році він записав свою версію на двох  грамплатівках (78 об/с), проте, після публікації оркестровки Равеля він відмовився від своєї оркестровки.
Першу повну оркестровку п'єси виконав 1922 року словенський диригент і скрипаль Лео Фунтек. Того ж року повну оркестровку "картинок з виставки" виконав французький композитор Моріс Равель — саме завдяки його оркестровці цикл поступово отримав всесвітнє визнання.

### Оркестровка Равеля
Увагу Моріса Равеля до «Картинок з виставки» привернув його друг М. Д. Кальвокорессі. 1922 року Равель розповів Сергію Кусевицькому про маловідомі тоді «Картинки з виставки» і попросив його замовити йому оркестровку сюїти. Кусевицькому ідея сподобалася і Равель виконав роботу влітку 1922 року в Ліон-ла-Форе. Прем'єра оркестрової версії, на якій диригував Кусевицький, відбулася в Парижі 19 жовтня 1922 року. Завдяки оркестровці Равеля, а також частому й блискучому їхньому виконанню оркестрами під керуванням Кусевицького, «Картинки» стали невіддільною частиною оркестрового репертуару. Перший грамзапис вийшов 1930 року у виконанні Бостонського симфонічного оркестру під орудою Кусевицького. Деякі диригенти вносили в оркестровку Равеля свої зміни; серед них Артуро Тосканіні і Микола Голованов.
Попри те, що Равель був не першим і не останнім оркеструвальником «Картинок», його робота багатьма вважається неперевершеною. Вона вдало сполучає технічну майстерність, творче натхнення й турботу про передачу ідей оригіналу.

### Наступні оркестровки
Незважаючи на популярність оркестровки Равеля, ряд композиторів здійснювали свої спроби окрестрування "Картинок з виставки". Сама ідея альтернативи трактуванню Равеля привертає увагу ряду фахівців, а Леонард Слаткін виконав і записав з Симфонічним оркестром BBC компіляцію, у якій для кожного номера в сюїті використана оркестровка іншого автора. Список оркестровок, виконаних після Равеля включає наступні роботи:
- Люсьєн Кайє (1937) — на замовлення Юджина Орманді
- Леопольд Стоковський (1938) — без «Тюїльрі» і «Ліможа»; згодом Стоковський свою оркестровку неодноразово переписував (грамзаписи зроблені в 1939, 1941 і 1965 р.), ноти були опубліковані лише 1971 року.
- Вальтер Гер (1942; включає додаткову фортепіанну партію) — без «Гнома» і з «Ліможем» на його місці (!)
- Сергій Горчаков (1954)
- Хельмут Бранденбург (Helmut Brandenburg, бл. 1970)
- Еміл Наумов (бл. 1974, розширена версія з використанням інших творів Мусоргського; для фортепіано з оркестром)
- Лоренс Леонард (Lawrence Leonard, 1977, для фортепіано з оркестром)
- Зденек Мацал (бл. 1977)
- Володимир Ашкеназі (1982)
- Томас Вільбрандт (Thomas Wilbrandt, 1992)
- Джуліан Ю (Julian Yu, 2002, для камерного оркестру)
- Володимир Бояшов
- Ханспетер Гмюр (Hanspeter Gmur)

### Неоркестрові обробки
Після популяризації циклу Равелем, багато музикантів робили свої обробки циклу для різних інструментів, інструментальних ансамблів або, пізніше, електроніки. Список обробок включає наступні роботи:
- А. Інглфілд-Гулль (орган, 1926, тільки «Богатирські ворота»)
- Джузеппе Бечче (фортепіанне тріо, 1930)
- Володимир Горовиць (фортепіано, 1940-ві)
- Рудольф Вюртнер (Rudolf Würthner, оркестр акордеонів, бл. 1954)
- Ральф Бернс (Ralph Burns, 1957, джазовий оркестр)
- Ерік Лейдзен (джаз-бенд, бл. 1960)
- Марк Хіндслі (джаз-бенд, бл. 1963)
- Дейл Айманн (джаз-бенд, бл. 1965); тільки «Богатирські ворота».
- Б. Футерман (оркестр російських народних інструментів, бл. 1968); тільки «Богатирські ворота».
- Гаррі ван Оф (ансамбль мідних, бл. 1972); тільки «Богатирські ворота».
- Юрій Чернов (бл. 1991; оркестр російських народних інструментів); тільки «Богатирські ворота».
- Swingle Singers (Вокальний ансамбль); тільки «Лімож».
- Ward Swingle (Вокальний ансамбль, контрабас, ударні); тільки «Лімож».
- В'ячеслав Розанов (оркестр баяністів, дата невідома); тільки «Старий замок».
- Вільям Шмідт (ансамбль саксофонів, дата невідома);
- Еліас Сеппала (Elias Seppala, джаз-бенд, дата невідома);
- Ацуші Сугахара (ударні, дата невідома);
- Тору Такахаші (джаз-бенд, дата невідома);
- Хенк де Вліґер (ударні, челеста, арфа, фортепіано, дата невідома);
- Саймон Райт (Simon Wright, джаз-бенд, дата невідома)
- Акіра Йодо (ансамбль кларнетів, дата невідома);
- Еллін Фергюсон (Allyn Ferguson, бл. 1963, для джазового оркестру)
- Ісао Томіта (Isao Tomita, 1966, для мультфільму, частково оркестрова)
- Emerson, Lake & Palmer (прог-рок-гурт, 1971, 4 картинки з «Прогулянкою» упереміж із власними піснями; див. Pictures at an Exhibition)
- Ісао Томіта (синтезатор, 1975)
- Оскар Готліб Бларр (орган, 1976)
- Ельгар Ховарт (Elgar Howarth, духовий оркестр, бл. 1977)
- Артур Вілліс (Arthur Willis, орган, 1970-е)
- Гюнтер Каунцингер (Günther Kaunzinger, орган, 1980)
- Кадзухіто Ямасіта (гітара, 1981)
- Реджинальд Аше (Reginald Haché, два фортепіано, 1982)
- Хенк де Вліґер (Henk de Vlieger, 14 ударних, челеста, арфа й фортепіано, 1981/1984)
- Жан Гійю (орган, бл. 1988)
- Хайнц Валліш (Heinz Wallisch, 2 гітари, бл. 1989)
- Джон Бойд (John Boyd, оркестр дерев'яних духових)
- Герт ван Келен (Gert van Keulen, оркестр дерев'яних духових, 1992)
- Ганс Вільгельм Плате (Hans Wilhelm Plate, 44 піаніста на 44 роялях й одному «препарованому фортепіано», 1993);
- Рок-гурт «Царьград» (синтезатори, електричні й акустичні гітари, вокалісти. Вся партитура, 1994)
- Ельмар Роте (Elmar Rothe, 3 гітари, 1995);
- Mekong Delta (Треш-метал/Прогресив-метал — альбом Pictures At An Exhibition (1996) — також аранжування для групи з оркестром, імітованим на синтезаторі)
- Йоахім Лінкельманн (Joachim Linckelmann, квінтет дерев'яних духових, бл. 1999)
- Адам Берцеш (Adam Berces, Угорщина — синтезатор, Pictures at an Exxhibition альбом, 2007)
- Фрідріх Ліпс (баян)
- Сергій Кравцов (струнний квартет, 2002)
- Олександр Ростоцький (6 картинок, три «Прогулянки» для джазового тріо + концерт-фантазія Олександра Розенблата «Вальсуючи з Гартманом (за Мусоргським)» для фортепіано, бас-гітари, ударних і симфонічного оркестру на альбомі «Картинки з виставки, або Прогулянки з Мусоргським», 2008)

### Обробки й цитування окремих п'єс
- Arie Abbenes & Herman Jeurissen (дзвони і джаз-бенд, бл. 1984); тільки «Богатирські ворота».
- Ян Гала (Jan Hala, гітара, естрадний оркестр, бл. 1988); тільки «Баба Яга»
- В композиції «Pictures at an Exhibition» гурту Tangerine Dream (альбом Turn of the Tides, 1995) звучить «Прогулянка» в оркестровці Равеля.
- Амон Тобін перефразував «Гнома» в альбомі «Out From Out Where» (2002)
- У 2003 гітарист Тревор Рабін випустив обробку «Прогулянки» для електрогітари, що первісно призначалася для альбому групи Yes «Big Generator», але включену лише в його демо-альбом 90124.
- У вступі пісні Майкла Джексона «HIStory» майже явно цитуються оркестрові «Богатирські ворота».
- У вступі композиції «Baphomet's Throne» швейцарського блек-метал-гурту Samael (альбом Ceremony Of Opposites, 1994) звучить фрагмент з «Баби-Яги»

## Використання в театрі і кіномистецтві
Картинки з виставки неодноразово використовувались у спектаклях, мультфільмах, кінофільмах тощо. Зокрема:
- В 1928 році в театрі р. Дессау Василь Кандинський здійснив музично-мальовничу постановку «Картинок з виставки» зі своїми костюмами й абстрактними декораціями.
- В 1963 році Московський академічний музичний театр ім. К. С. Станіславського й В. І. Немировича-Данченко поставив балет «Картинки з виставки» (балетмейстер-постановник Ф. В. Лопухів, художник-постановник А. В. Лушин)[2].
- В 1966 році вийшов півгодинний експериментальний мультфільм японського режисера Осаму Тедзукі «Картинки з виставки» (Тэнранкай но э [Архівовано 11 грудня 2009 у Wayback Machine.]), у якому на музику Мусоргського в обробці Ісао Томіти були покладені сатиричні зображення сучасних типів людей. Ідея створити подібний мультфільм була запозичена з «Фантазії» Волта Диснея.
- В 1972 року паризький художник й аніматор Олександр Алексєєв зі своєю дружиною й помічницею Клер Паркер створили по «Картинках з виставки» 11-хвилинну фантазію на голчатому екрані (винахід Алексєєва).
- В 1984 году на кіностудії «Союзмультфільм» вийшов мультфільм «Картинки з виставки», у який були включені «Хатинка на курячих ніжках», «Балет невилуплених пташенят» і фрагменти «Прогулянки» у виконанні Ріхтера. Автор сценарію і режисер — Інесса Ковалевська.
- У фільмі «Великий Лебовські» звучала п'єса «Гном».
- Фрагмент із «Тюїльрі» (друга тема) звучав у заставці телепередачі «Музичний ринг».
- В альбомі гурту Сектор Газа «Кащей Бессмертный» під час оповідань «розповідача» звучать «Картинки» в оркестровці Равеля.
- В 8-бітних комп'ютерах Atari тема «Прогулянки» використовувалася для самотестування в аудіовізуальному режимі.
- П'єса «Бидло» в електронній обробці Томіти входить до звукового супроводу спектаклю В. Полунина «Diabolo».
- Тема з «Богатирських воріт» служить позивними радіостанції «Голос Росії».
- Тема з «Богатирських воріт» звучить у фіналі фільму Террі Гілліама «Jabberwocky» («Бармаглот»).
- У фільмі «Про виродків і людей» (реж. О. О. Балабанов) звучала п'єса «Бидло».